# 安積永盛車站
安積永盛車站（日语：／ Asaka-nagamori eki */?）是一由東日本旅客鐵道（JR東日本）與日本貨物鐵道（JR貨物）所共用的鐵路車站，位於日本福島縣郡山市笹川3丁目。安積永盛車站是JR東日本所屬的幹線路線東北本線與地方交通線水郡線的交會車站，也是水郡線的終點，不過行駛於水郡線上的所有列車，實際上是以隔鄰的郡山車站作為折返點。安積永盛在運務方面是由仙台支社管轄。在1909年車站初設於，原名「笹川」，但1931年時伴隨成田線上的笹川車站（位於千葉縣境內）啟用，遂將站名改為安積永盛的現名。
除了客運業務外，JR貨物也在安積永盛設有貨運車站，但貨運列車的行駛已於1999年時中止，目前主要是改作為車載貨運的臨時收發站，因此站內既沒有貨運列車的停靠，也沒有相關的裝卸設備，更無專用線的接續。

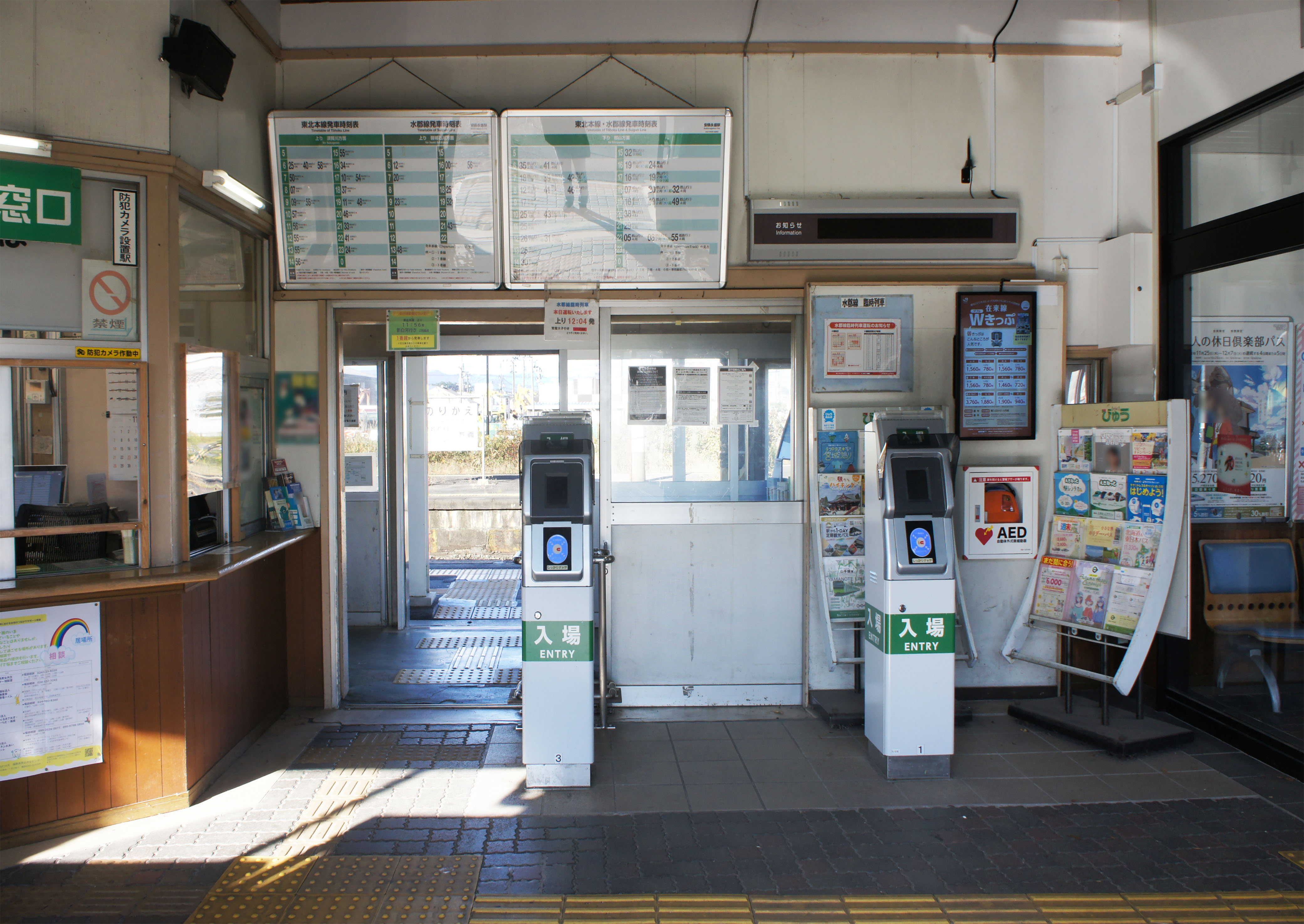
閘口（2021年10月）

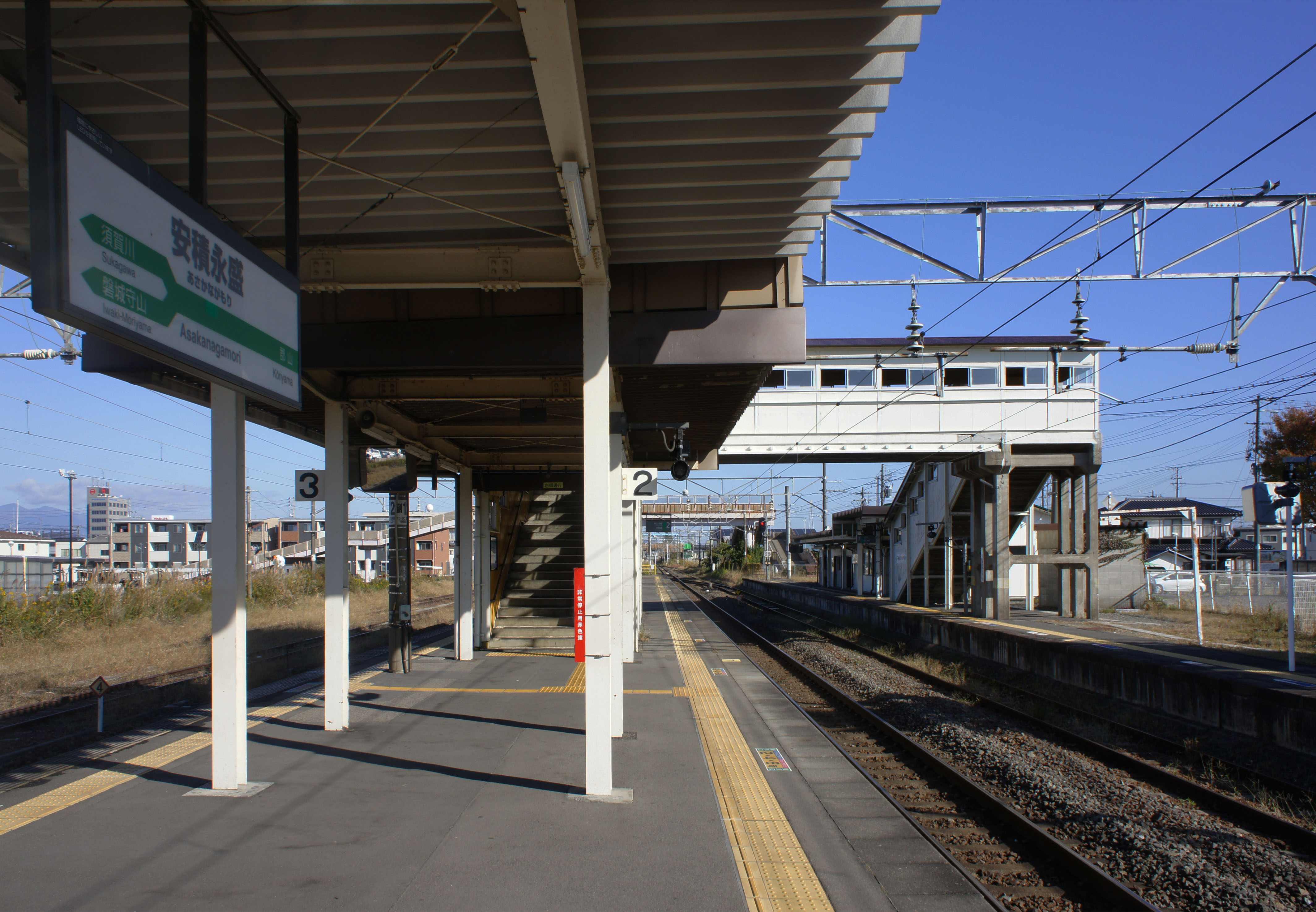
2號與3號月台（2022年11月）

## 車站結構
側式月台1面1線與島式月台1面2線、合計2面3線的地面車站。

### 月台配置

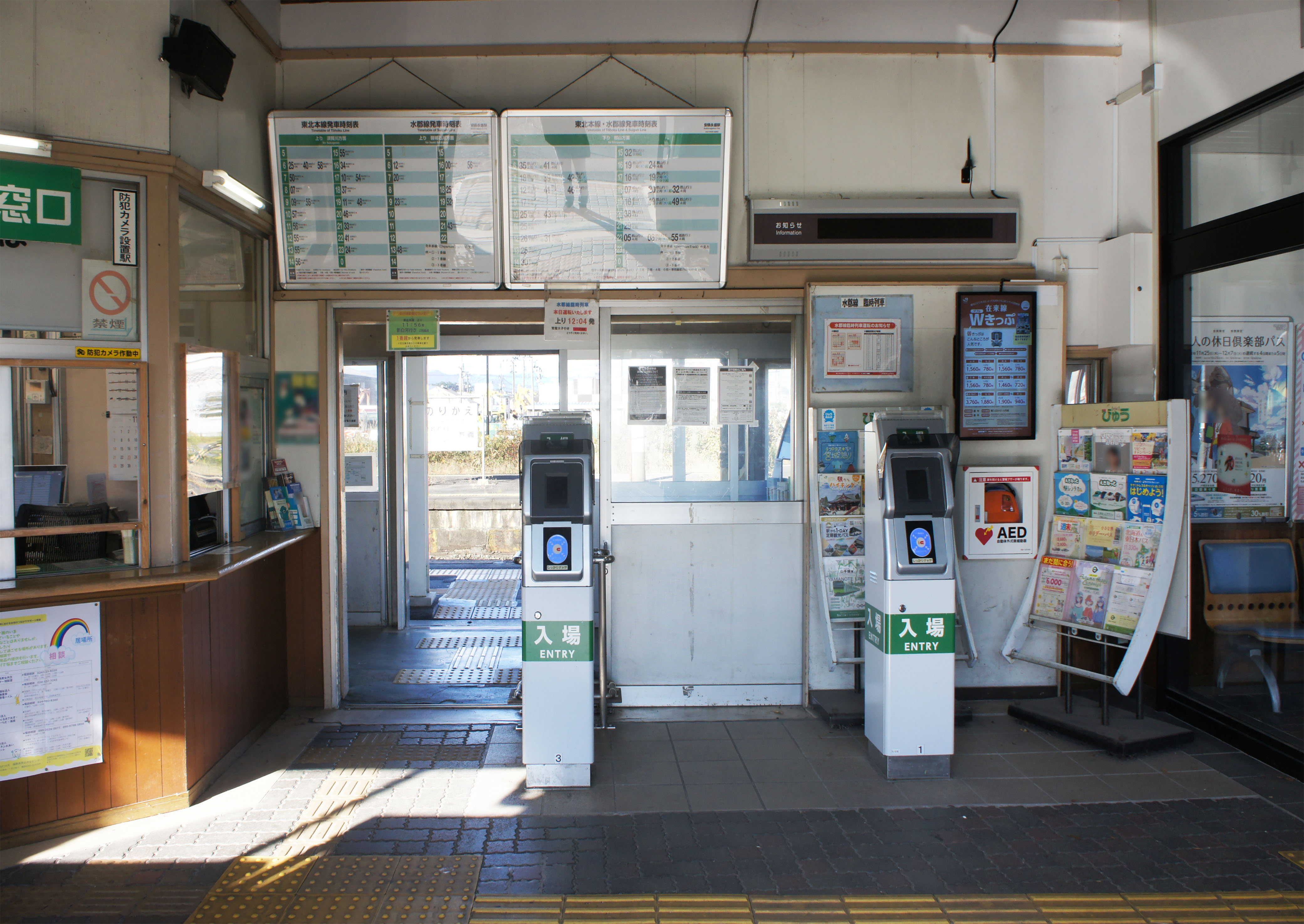
檢票口（2021年10月）
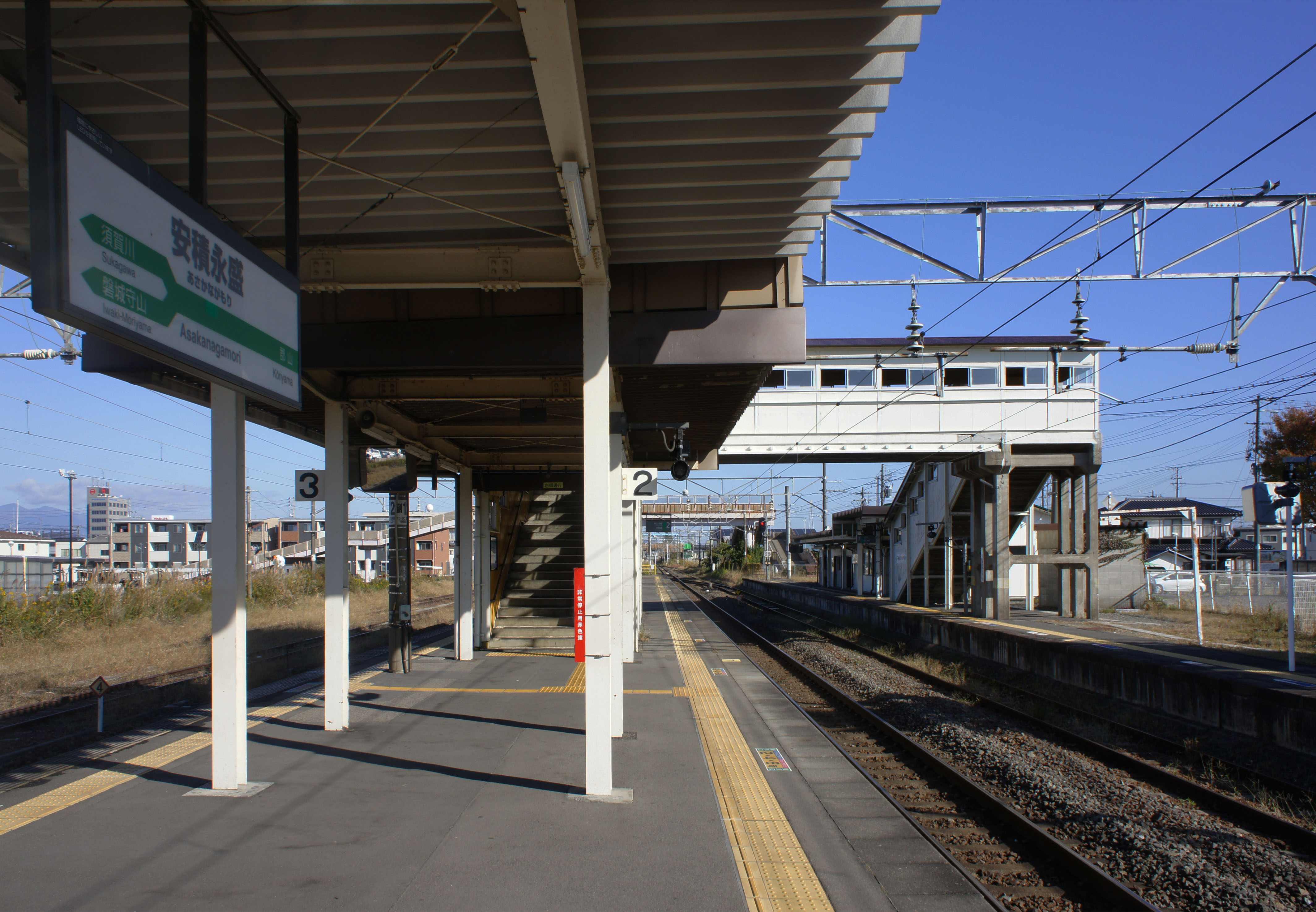
月台（2021年10月）

| 月台 | 路線      | 方向 | 目的地               | 備註         |
| ---- | --------- | ---- | -------------------- | ------------ |
| 1    | ■水郡線   | 上行 | 水戶方向             | 通常在此月台 |
| 1    | ■水郡線   | 下行 | 郡山方向             |              |
| 1    | ■東北本線 | 上行 | 黑磯、宇都宮方向     | 1日1班       |
| 2    | ■東北本線 | 上行 | 黑磯、宇都宮方向     | 通常在此月台 |
| 2    | ■水郡線   | 上行 | 水戶方向             | 1日1班       |
| 3    | ■東北本線 | 下行 | 郡山、福島、仙台方向 |              |

- 檢票口（2021年10月）
- 月台（2021年10月）

## 相鄰車站
東日本旅客鐵道
■東北本線
須賀川－安積永盛－郡山
■水郡線（此站－郡山站之間為東北本線）
磐城守山－安積永盛－郡山
※此站與郡山站之間設有郡山貨運站。

## 外部連結
- （日語）安積永盛車站（JR東日本） （页面存档备份，存于）